# Felicidad

La cara feliz, tal como muestra este emoticono, es un símbolo muy conocido de la felicidad.

La felicidad es una emoción o estado de ánimo que experimenta un ser consciente cuando llega a un momento de conformación, bienestar o se han conseguido ciertos objetivos deseables para el individuo consciente.
Se considera que este estado de ánimo y los factores que lo condicionan son subjetivos, por lo que cada persona puede tener su propio concepto de felicidad, y con ello en mente, las razones de por qué se estaría con dicho estado de ánimo podrían estudiarse con la experimentación general:[cita requerida] pasatiempos y amistades que podrían contribuir a esto; las acciones de mis amigos me brindan felicidad; Johnny brinda felicidad a Emilio; la consecución de qué decisiones o proyectos podría ser determinante; etc. Esto diferencia a la felicidad de otras sensaciones como el dolor, el frío o el hambre, para las que existe cierta evidencia de ser más parecidas entre individuos.[cita requerida]
Algunos psicólogos han tratado de caracterizar el grado de felicidad mediante diversos textos y han llegado a definir la felicidad como una medida de bienestar subjetivo (auto percibido) que influye en las actitudes y el comportamiento de los individuos. Las personas que tienen un alto grado de felicidad muestran generalmente un enfoque del medio positivo, al mismo tiempo que se sienten motivadas a conquistar nuevas metas. Al contrario, las personas que no sienten ningún grado de felicidad mostrarían un enfoque del medio negativo, sintiéndose frustradas con el desarrollo de sus vidas.

## Aspectos generales

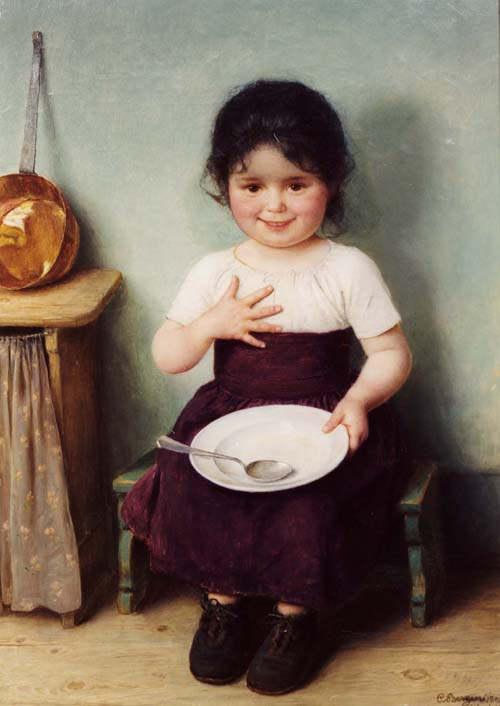
La felicidad en el rostro de una niña.

Se entiende en este contexto como un estado de ánimo positivo. Dicho estado de ánimo es subjetivo y, por tanto, se refiere a un hecho autopercibido. Esto implica que una misma serie de hechos puede ser percibido de manera diferente por personas con diferentes temperamentos, y por tanto lo que para una persona puede ser una situación feliz para otra puede llevar aparejada insatisfacción e incluso frustración. Es por esa razón, que la felicidad a diferencia de otros hechos relacionados con el bienestar se considera una situación subjetiva y propia del individuo (en contraposición a hechos objetivos en los que diferentes observadores concordarían).
La felicidad frecuentemente se considera positiva ya que permite a los individuos sacar partido de las condiciones objetivas, favorece la actitud de abordar diferentes tareas llevándola al término propuesto. La depresión y otros trastornos psicológicos, por ejemplo, se caracterizan por una notoria falta de felicidad del individuo, lo cual frustra las posibilidades de los individuos para acometer con éxito diversas tareas u obtener beneficios de situaciones objetivamente favorables. Bajo un estado de felicidad los individuos son capaces de llevar a cabo una actividad neutral constante en un entorno con variables ya experimentadas y conocidas, los distintos aspectos de la actividad mental fluyen de forma armónica, siendo los factores internos y externos interactuantes con el sistema límbico. En dicho proceso se pueden experimentar emociones derivadas, que no tienen por qué ser placenteras, siendo consecuencia de un aprendizaje ante un medio variable. 
Actualmente se conoce que la variabilidad en los niveles de felicidad que experimentan los individuos se ven influidos por tres grupos de factores (en orden de importancia):
- Factores socioambientales.
- Factores genéticos.
- Factores asociados a la consecución de objetivos y deseos.

Igualmente es un hecho bien establecido, que el juicio sobre si uno mismo es feliz está influido por razones culturales: en ciertas sociedades se desaprueba en mayor medida expresar sentimientos negativos, mientras que en otras la sinceridad y la autoexpresión fidedigna es valorada en mayor medida. Por eso las comparaciones internacionales entre países con diferentes condiciones socioeconómicas deben corregir el sesgo cultural.
La felicidad, en tanto que estado emocional y autopercibido, es un estado subjetivo que, sin embargo, puede analizarse mediante procedimientos objetivos. Los siguientes son ejemplos de disciplinas con aproximaciones objetivas:
- La filosofía estudia su concepto y realidad.
- La psicología positiva intenta determinar los factores endógenos que el individuo puede manejar para alcanzar ese determinado estado de ánimo.[3]
- La sociología se ocupa de analizar qué factores sociales determinan los objetivos que el sujeto se marca como meta para alcanzar estados de felicidad.
- La antropología muestra cómo distintas culturas han establecido cánones distintos al respecto.

## Felicidad en la reflexión filosófica

### Según la filosofía occidental

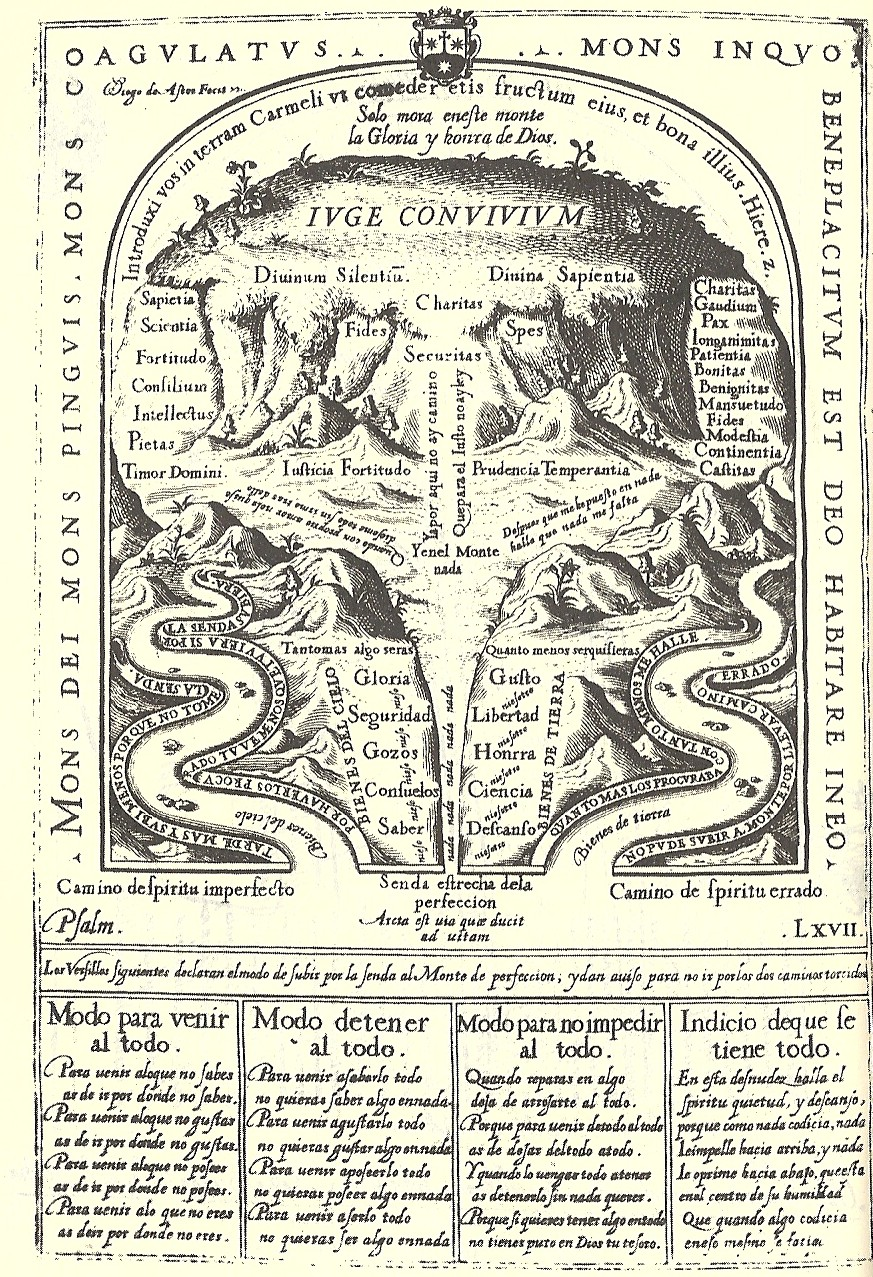
Monte de perfección (1579) de San Juan de la Cruz, que describe el camino a seguir para alcanzar la plenitud espiritual y la felicidad.

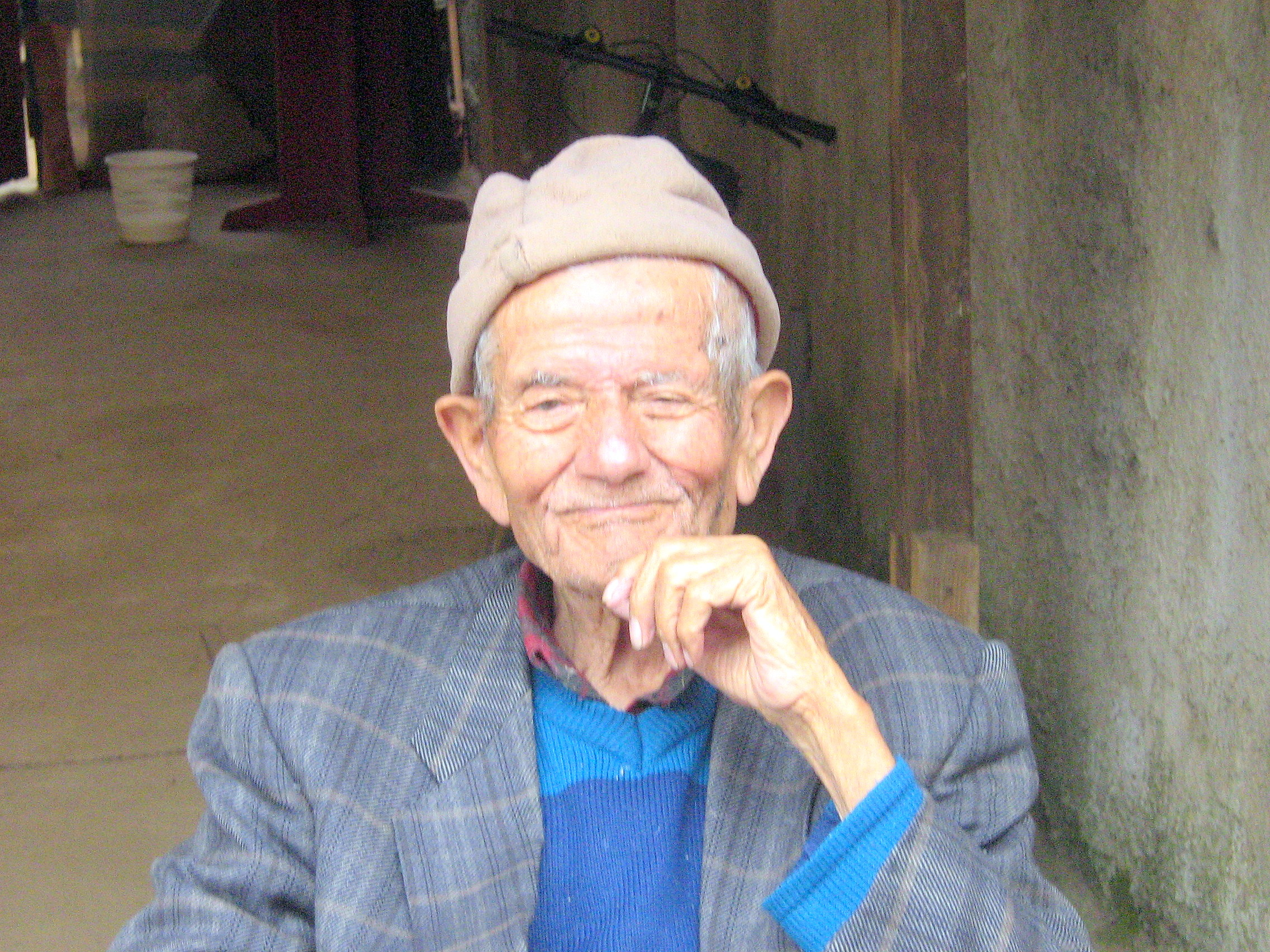
Un anciano chileno sonriendo. La sonrisa es una de las expresiones faciales que denotan felicidad.

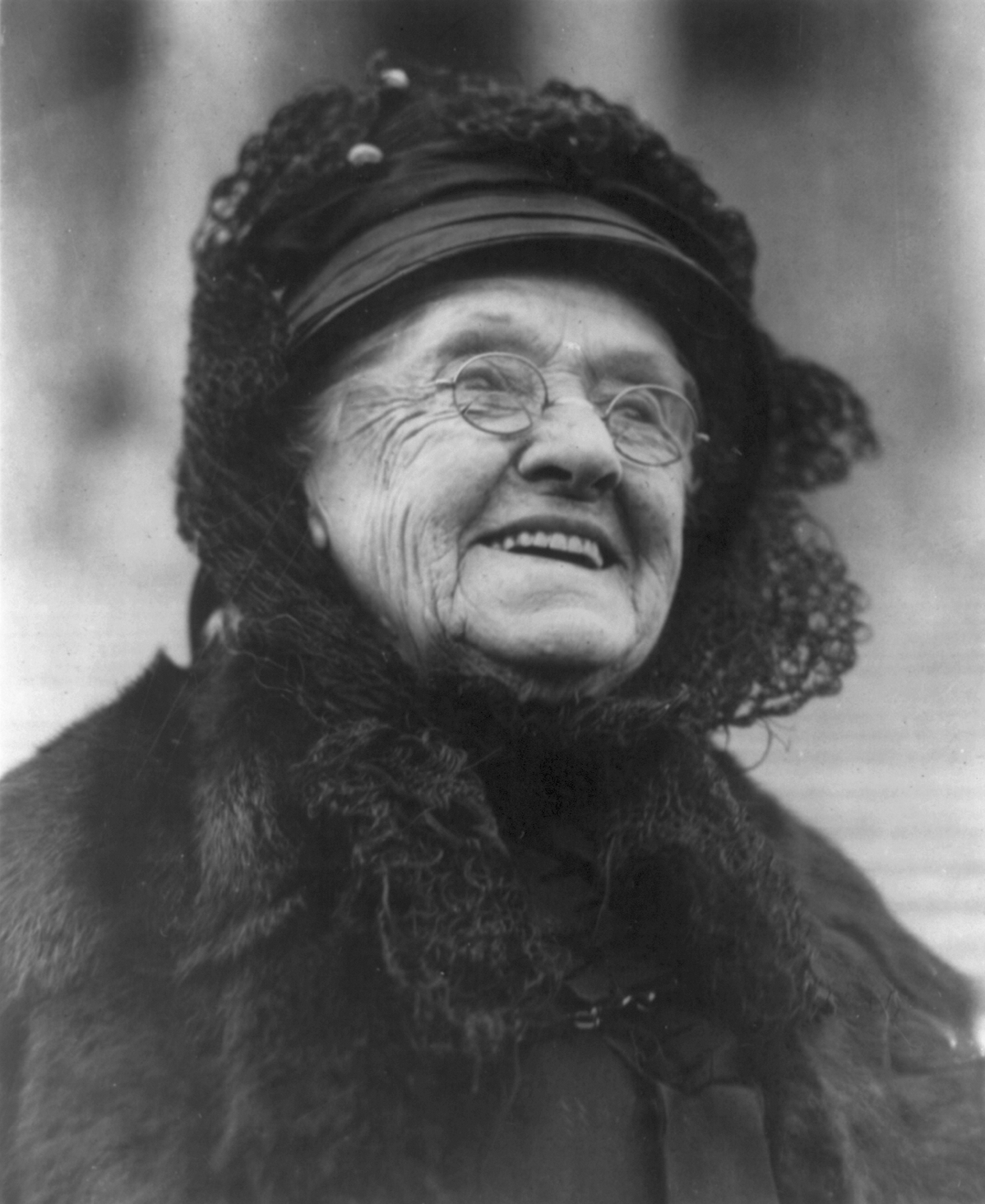
Rebecca L. Felton feliz y sonriente.

Artículo principal: Filosofía de la felicidad
La pregunta sobre la felicidad es esencial en el surgimiento de la ética en la antigua Grecia. Los filósofos encontraron respuestas muy diferentes, lo cual demuestra que, como decía Aristóteles, todos estamos de acuerdo en que queremos ser felices, pero en cuanto intentamos aclarar cómo podemos serlo empiezan las discrepancias. En la filosofía griega clásica hay tres posturas:
- Ser feliz es autorrealizarse, alcanzar las metas propias de un ser humano (eudemonismo), postura defendida por Aristóteles. En cierto sentido, también Platón puede ser encuadrado en esta postura, si bien el horizonte de la felicidad, según Platón, se abre a la vida después de la muerte.
- Ser feliz es ser autosuficiente, valerse por sí mismo sin depender de nada ni de nadie (cinismo y estoicismo).
- Ser feliz es experimentar placer intelectual y físico y conseguir evitar el sufrimiento mental y físico (hedonismo). Es la postura que defiende Epicuro.

### Eudemonismo y hedonismo: la felicidad para Aristóteles y para Epicuro
Entre eudemonismo y hedonismo existe un desacuerdo fundamental. Aristóteles considera que ser feliz es ser humano en el más pleno sentido de la palabra. Epicuro, por el contrario, se pregunta qué es lo que mueve a los humanos a obrar, porque la felicidad consistirá en conseguirlo, y esa cosa es el placer.

#### Para Aristóteles
Aristóteles sostiene que todos los hombres están de acuerdo en llamar felicidad a la unidad presupuesta de los fines humanos, el bien supremo, el fin último, pero que es difícil definirla y describirla.
No obstante, para Aristóteles éstos no son más que bienes externos que no son perseguidos por sí mismos, sino por ser medios para alcanzar la felicidad, puesto que es ésta la única que se basta a sí misma para ser autárquica y perfecta.

#### Otras escuelas filosóficas
Existen también otras muchas escuelas filosóficas que han trabajado el tema de felicidad individual en otros términos. A saber:
- el epicureísmo entiende la felicidad como autosuficiencia en el placer moderado;
- los estoicos piensan la felicidad como fortaleza en la aceptación de una existencia determinada;
- racionalistas como Leibniz defienden la felicidad como adecuación de la voluntad humana a la realidad;
- utilitaristas como John Stuart Mill defienden un concepto de felicidad como satisfacción de los placeres superiores;
- para algunos autores del New Thought, la felicidad es una actitud mental que el hombre puede asumir conscientemente, es decir, es una decisión. La idea de que la felicidad sea una decisión se basa, para ellos, en el hecho de que el individuo busca muchas formas de encontrar esa felicidad en muchos aspectos, y aun así, parece esquiva para la mayoría de las personas. Al descubrir que existen seres felices e infelices en todas las diversas condiciones socioeconómicas, geográficas, de edad, religión, sexo, estados mentales, estos pensadores concluyen que cuando el individuo decide aceptar su condición y su pasado, y asumir la vida tal como es en ese momento y construir su vida a partir de aquellos preceptos, es entonces realmente feliz.

### Según filosofía oriental
En la filosofía oriental, la felicidad se concibe como una cualidad producto de un estado de armonía interna que se manifiesta como un sentimiento de bienestar que perdura en el tiempo y no como un estado de ánimo de origen pasajero, como generalmente se la define en occidente.[cita requerida]
Muchas veces confundida solo con la alegría de carácter emocional y efímero, la felicidad perdura en el tiempo y se identifica como una cualidad, tal y como ser alto, fuerte o inteligente una persona es feliz.
Mientras que la alegría se concibe como un estado de satisfacción, la felicidad se considera un estado de armonía interna.
Así dentro de la filosofía oriental, podemos encontrar términos que abarcan el concepto de felicidad, tales como el término Sukha en la filosofía budista.

## Felicidad en psicología

### Interacciones
El subconsciente alimenta este estado de ánimo. Admitir los límites de la personalidad facilitará la capacidad de no derrochar recursos en aquello que es incontrolable. Tratar de condicionar el entorno a nuestro deseo sólo impedirá que consigamos atisbar lo que es el flujo que nos lleva al estado de ánimo feliz. Este estado no se encuentra fuera de nosotros, ni siquiera en nosotros, se encuentra en nuestra naturaleza interior. No depende exclusivamente del entorno, sino que es la aceptación de que existen factores más influyentes que nuestra voluntad, modificando nuestra actitud hacia la vida; siendo el pesimismo una actitud que dificulta la consecución de dicho estado anímico y el optimismo una actitud favorecedora, pero ninguna de las dos son determinantes.
La capacidad de dar soluciones a los diferentes aspectos del vivir cotidiano, hace del individuo más o menos feliz. Esto se pone de relieve cuando entendemos lo que es la frustración, causa principal de la pérdida de la felicidad. Cabe decir que, tal sensación de autorrealización y plenitud, confiere a las personas felices una mayor serenidad y estabilidad en sus pensamientos, emociones y actos; fruto del equilibrio y la compensación de las cargas emocionales y las racionales. Algunas emociones asociadas a la felicidad son la alegría y la euforia.

### La adaptación hedonista
La adaptación hedonista es un constructo psicológico mediante el cual los seres humanos tienen la tendencia a regresar a un nivel de felicidad más o menos estable después de experimentar importantes cambios (positivos o negativos) en sus vidas. Según esta hipótesis, conforme una persona, por ejemplo, aumenta su nivel económico, sus deseos y aspiraciones suben en paralelo, lo que da como resultado la neutralización de las ganancias en felicidad. Brickman y Campbell acuñaron este término en un ensayo publicado en 1971. A finales de los años 90, el concepto fue modificado por Michael Eysenck, psicólogo británico, y se comenzó a hablar en la literatura científica de “la cinta de correr hedonista”, donde se compara la búsqueda de la felicidad con una cinta de correr, donde una persona no deja de andar, pero siempre se encuentra en el mismo sitio.
El concepto de adaptación hedonista ha ganado un nuevo impulso gracias a la psicología positiva donde se ha revisado y desarrollado. Dado que la adaptación hedonista demuestra generalmente que la felicidad a largo plazo de una persona no se ve afectada por eventos vitales importantes, la psicología positiva se preocupa por descubrir aquellas cosas que pueden coadyuvar a cambios duraderos en el nivel de felicidad.

### Las decisiones conscientes
A pesar de que nuestro consciente no puede imbuirnos ese estado de felicidad, sí que puede trabajar para fomentar los factores que contribuirán a que las interacciones internas tiendan a estimular al sistema límbico, para que este pueda llegar a informar a nuestro consciente de ese estado anhelado de felicidad.

### La diferencia entre el flujo y la polarización
Dentro de los estados de conciencia asociados al flujo de la felicidad, los sistemas internos funcionan como si de una 'orquesta filarmónica' se tratase, en ocasiones la sinfonía requiere de uno 'solo', que es cuando destaca ante nuestro consciente una polarización concreta (o neurotransmisor predominante). Si nuestro consciente se cree que él 'solo' es el objetivo final de su existencia, o desconoce cómo 'invocar' a los otros 'instrumentos' para que entren a 'tiempo', nuestro organismo al completo sufrirá las consecuencias entrando en otras polarizaciones resultantes de la carencia de una 'sinfonía' completa. Dado que nuestro cerebro normaliza la realidad por instinto de supervivencia, la realidad para su centro administrador de recursos será lo que entiende que le ha dado mejor resultado en un pasado y esto depende de nuestra memoria y lo capaz que sea de desentrañar los detalles. El hecho es que es muy fácil que insistamos en la 'invocación' del 'instrumento' en base al recuerdo sostenido.

### La experiencia y la memoria
Atravesar momentos agradables como desagradables nos ayudan a comprender y enfocar qué es eso del 'estado de flujo'. El que es capaz de tocar Jazz, es capaz de focalizar emociones y sentimientos resultantes de sus experiencias pasadas y transmitirlos con notas musicales. Por eso la memoria a este respecto juega un papel crucial.
Si la memoria nutriese de forma eficaz nuestro centro administrador de recursos, los recuerdos fluirían sin obstáculos ante situaciones paralelas, ayudando a que la 'orquesta al completo entre a tiempo'. La degradación neuronal impide que eso suceda de forma sostenida en el tiempo, por lo que si se desea sostener el flujo asociado a la felicidad hasta nuestra muerte, se necesitaría ayuda, algo o alguien que nos estimulara la motivación para recordarnos en todo momento que 'instrumento toca dentro del concierto que se nos está demandando'.

### La pirámide de Maslow

La pirámide de las necesidades humanas postulada por Abraham Maslow

- Fisiología: Los niveles más básicos de sustentabilidad los aporta la naturaleza. No obstante, restringir nuestro centro de atención y conciencia a cómo lograr mantener nuestro estado homeostático, ocupa recursos metabólicos que impiden al cerebro sentirse seguro y confiado.

- Seguridad: Esta sensación se produce cuando nuestro cerebro ha logrado registrar la pauta por la cual poder asegurar su fisiología. Se refuerzan los enlaces neuronales y metabólicos adecuados, permitiendo que esas tareas funcionen desde nuestro inconsciente. En ese estado de seguridad, nuestra mente ahora puede centrarse en la búsqueda de cooperación y establecer lazos sociales. En resumen, de subir al nivel de afiliación.

- Afiliación: La afiliación es la base de la economía. Con la amistad nace el compromiso, con el compromiso nace el trabajo cooperado y confiado, con el trabajo surge material sobrante, con ese material se puede comerciar. El hecho de que se aprecie nuestro trabajo, produce la sensación de reconocimiento.

- Reconocimiento: Esta sensación se basa en la seguridad de que los demás te necesitan y formas parte de una cadena en la que sin ti, sería costoso reponer nuestra ausencia. Esto permite marcar la pauta de creatividad al cerebro, la pauta por la cual uno puede aportar beneficio y sentirse digno en la sociedad en la que habita. Esto debería ser suficiente motivación como para poder sostener la autorrealización.

- Autorrealización: También llamada felicidad, se sostiene por la motivación que produce nuestro trabajo constante y continuado. Gracias a las capacidades de nuestro cerebro de crear, de adaptarse y resolver problemas.

### La personalidad
Diversos estudios han mostrado que la felicidad depende en gran medida de factores internos, en particular del temperamento (humor, capacidad de atención, nivel de actividad, intensidad sensitiva, regularidad, adaptación a los cambios) y en definitiva, de cualidades que son dependientes de otros factores que nada tienen que ver con el estado de flujo asociado a la felicidad, y que por efecto de ésta, experimentamos las otras. Igualmente los factores genéticos, influyen poderosamente sobre el grado de felicidad, en la misma medida que influyen a la propensión a ciertos trastornos psicológicos.
La personalidad interactúa los recursos y las relaciones sociales, marca prioridades y establece objetivos; pero no es capaz por sí misma de imbuirnos estados anímicos. Los estados anímicos además son el resultado de la suma de procesos neuroquímicos en los que nuestra persona poco o nada tiene que ver. Podremos favorecer o dificultar que sucedan, pero no impedirlos.
Pensamientos del estilo que, nada o nadie podrá impedir que sea feliz, es relativamente cierto o falso, dependiendo de lo capaces que seamos de tratar con las polarizaciones que nos motivan. Todo lo que sucede es para nuestro beneficio, no obstante, si lo que sucede se opone a lo que consideramos bueno (y ahí entra nuestra personalidad), es cuando el estado preferente se distorsiona y comenzamos a perder el flujo. No podemos actuar como jueces en una naturaleza que no entiende de justicia moral. El idioma de la naturaleza establece un equilibrio termodinámico. Nuestro cerebro sí entiende de termodinámica, pero nuestra consciencia no siempre está educada para comprender la dinámica de esta naturaleza.
Las cosas son como son, tal como suceden, a pesar de que se opongan a nuestros objetivos. Si estamos pasando hambre y nos dicen que debemos levantar dos toneladas de peso al golpe de tres... podremos hacer dos cosas, resignarnos y acabar muriendo de hambre (polarización 1) o tratar de hacer razonar a quien nos puede ayudar (polarización 2). Si no somos conscientes de ese estado de flujo, y de como conservarlo, acabaremos perdiéndolo y no podremos hacer gran cosa por recuperarlo.

## Otros enfoques

### Según la religión
Para las religiones teístas, la felicidad solo se logra en la unión con Dios, y no es posible ser feliz sin esta comunión. La felicidad es considerada la obtención definitiva de la plenitud, y el estado de satisfacción de todo tipo de necesidades es alcanzable solo en ese grado después de la muerte.
Sin embargo, hay diferentes puntos de vista según la religión analizada. Para el cristianismo, por ejemplo, la felicidad se expresa en la vivencia de las bienaventuranzas y las enseñanzas de la Biblia (especialmente los evangelios) y en el seguimiento y comunión con Cristo (resucitado a través del Espíritu Santo). Muy semejante a esto es el camino musulmán.
El budismo, una escuela filosófica no religiosa (no teísta) confundida históricamente con el hinduismo para la cual no existe un creador ni tampoco un alma, considera que la felicidad duradera se alcanza al erradicar el anhelo ansioso, que implica evitar compromisos con los demás, lo que a su vez se consigue solo al "despertar" de la ilusión del "yo", es decir, el mantenerse alerta y exento de la naturaleza de la vida y la existencia, a través de una postura pasiva, no participativa, de la conservación de la vida.

### La lucha interna
La amígdala cerebral y el hipotálamo son regiones que cooperan para la transición de las emociones. El neocórtex racionaliza los recursos de los que disponemos. Son dos áreas incompatibles con miles de años de evolución entre ambos, que usan la conciencia como medio de comunicación para poner solución a las demandas bilaterales. Podría ilustrarse con el ejemplo de dos personas que intentan ponerse de acuerdo para solucionar sus problemas personales en un centro de arbitraje, que representaría la conciencia, el lugar donde las emociones y la racionalidad se hacen compatibles. Por tanto, se hace evidente que, para que nuestro sistema límbico informe ese estado predilecto de felicidad, es indispensable que tengamos una conciencia capaz de acallar a las dos partes en disputa. Si sólo acallamos a una, la voz de la otra no nos dejará tranquilos, y en consecuencia nuestro sistema límbico nos informará de una aproximación de lo que es la felicidad: La estimulación por catecolaminas. El resultado es cualquiera de los estados asociados a este neurotransmisor y que va a depender de la interpretación que le de nuestro administrador de recursos (conciencia).

### La lucha externa
Hemos de sobrevivir en un mundo competitivo, el cual premia a los que no cometen errores. Los errores se pagan con la extinción del individuo o de la especie. Si una llama de fuego encendida en una vela, cometiese el más mínimo error a la hora de consumir sus recursos, ella misma se extinguiría, y la posibilidad de encender otras velas desaparecería. La complejidad de un ser vivo es mucho mayor, pues al consumo de energía se le suma la dificultad de ser homeostáticos. Por lo que si no somos capaces de transferir adecuadamente la carga, si no somos capaces de 'quemar de forma efectiva la chispa que nos mantiene vivos', el 'fuego' quemará estructuras vitales y acabaremos consumiéndonos nosotros mismos.

### Psicología como ayuda
Como ciencia, se dedica a recoger hechos sobre la conducta y la experiencia, y a organizarlos sistemáticamente, elaborando teorías para su comprensión. Estas teorías ayudan a conocer y explicar el comportamiento de los seres humanos y en alguna ocasión incluso pueden ayudar a las personas a integrar la información percibida fomentando la tendencia a encontrar o incluso a sostener el estado de flujo asociado a la felicidad.

### Paradigma espiritual
La espiritualidad es la función proyectada en el tiempo de la personalidad, que le dota de una orientación, un futuro y un sentido, por la cual poder establecer prioridades y administrar los recursos energéticos tanto internos como externos, llegando a la conclusión de que la vida sí tiene sentido. En el caso del hombre puede basarse en una esperanza, o en una necesidad común al resto de la fauna. Esta orientación fortalece la tendencia a conservar el flujo asociado a la felicidad.

### Paradigma positivista
Martin Seligman, uno de los fundadores de la psicología positiva, menciona en su libro felicidad auténtica que la felicidad es como un conjunto de:
- Emociones positivas: Tales como éxtasis y la comodidad.
- Actividades positivas: Tales como la concentración y el cumplimiento de nuestras tareas.

Este autor, presenta tres categorías de emociones positivas relacionadas con el pasado, presente y futuro.
- Las emociones positivas referentes al pasado incluyen la satisfacción, la alegría, el orgullo y la serenidad.
- Las emociones positivas referentes al futuro incluyen optimismo, esperanza y confianza.
- Las emociones positivas sobre el presente se dividen en dos categorías que sean perceptiblemente diferentes:

- Los placeres: los corporales y más altos son “placeres del momento” e implican generalmente un cierto estímulo externo.
- Satisfacciones: Las satisfacciones implica la consecución del objetivo por el cual hemos trabajado, el flujo, la eliminación de la timidez, y el saber administrar las emociones negativas para beneficio del objetivo (defensa). Pero cuando una satisfacción viene a las emociones positivas de un final entonces nos sentiremos protegidos.

Las satisfacciones pueden ser obtenidas o ser aumentadas desarrollando fuerzas y virtudes del carácter. La autenticidad es la derivación de la satisfacción y de las emociones positivas de administrar las fuerzas de las que la personalidad dispone.
La buena vida se nutre de la correcta administración de las fuerzas de que dispone la personalidad para obtener el equilibrio interior, por ejemplo, sintiendo que la labor de uno en el trabajo aporta algo positivo y que gracias a ese esfuerzo el colectivo se beneficia a cierto grado. Si además tenemos actividades creativas, estaremos aportando factores favorables para que la felicidad se convierta en un estado profundo de nuestra manera de vivir. El sentido más profundo de la felicidad es experimentado con la “vida significativa”, alcanzada si uno ejercita sus fuerzas y virtudes de los uniques en un propósito mayor que lo suyo metas inmediatas. Otra pregunta interesante es si la tendencia a la felicidad de la experiencia está basada en dispositional afecta o eso es un resultado de las circunstancias de la vida.

### El efecto linterna
Una linterna, correctamente usada, alumbra sin que su estructura externa se vea gravemente comprometida. En ciertas regiones acumulará calor y, de no usarse con moderación, es posible que la potencia de la bombilla acabe dañando ciertas partes. El uso natural de la linterna provocará su envejecimiento y rotura. Ahora, si usamos de mala manera la linterna, y en lugar de usarla de la forma más efectiva, nos conformamos con colocarla en lo alto de un palo y usarla de antorcha prendiéndole fuego, creeremos que estamos obteniendo el mismo objetivo, pero es evidente que no es así.
Con las personas sucede algo parecido. Disponemos en nuestro cerebro de diferentes redes neuronales, que integran diferentes formas de transacción neuroquímica, que a su vez capacitan diferentes formas de inteligencia en el hombre Podremos tener la sensación de creer que estamos dando soluciones a nuestra vida, pero si no somos capaces de aplicar la inteligencia adecuada al campo de la vida que lo necesita, la sensación de estar vivos no nos acompañará, puesto que no obtendremos el resultado esperado y la frustración será lo dominante.
En consecuencia a lo anterior, el uso que nos estaremos dando será como el de la linterna en lo alto del palo, y todo porque nuestra conciencia no es capaz de valorar ciertas facultades inherentes de la mente. Quizás porque las experiencias asociadas a la manifestación de dicha inteligencia fueron desagradables, lo consideramos malo y nuestra conciencia huye de esas sensaciones. Lo cierto es que, tras conseguir superar nuestros propios valores morales asociados a nuestra memoria biográfica, la red neural que conforma el ego, puede solicitarle a la conciencia que se pasee por los diferentes registros de nuestras diversas redes inteligentes tal como si fuera una linterna adecuadamente encendida y enfocando en los objetos, nutriendo de datos que nuestra conciencia considera buenos, y no ya para nosotros mismos, pues hemos superado nuestros propios valores morales, sino para el objetivo a conseguir El ego podrá invocar a la memoria aquello que la conciencia ha ido recopilando como bueno, ensamblando la información e integrando una solución.

### Iconología
La felicidad era una divinidad alegórica a la cual habían los romanos erigido un templo. La representa sentada en un trono como reina o en pie vestida de una estola, teniendo en una mano un caduceo y un cuerno de la abundancia en la otra. Algunas veces en lugar de caduceo, la pica, que indica la felicidad adquirida por las armas. En algunas medallas, está representada por una nave navegando a todo trapo. La felicidad de los tiempos está alegorizada por cuatro niños que indican las cuatro estaciones del año. La columna que sirve de apoyo a la figura simbólica, indica una felicidad firme y duradera. Cochin y Ripa la alegorizan por una mujer con la frente ceñida de muchas coronas de oro, diamantes, flores y frutos, teniendo por fondo detrás de su cabeza el sol de la sabiduría y llevando palmas, laureles, flores y frutos.
Ripa designa la felicidad pasajera por una mujer vestida de blanco y amarillo, ceñida la cabeza de una corona de oro y un cetro en la mano. Va adornada con un cinturón de diamantes y alrededor de su brazo se enrosca la planta que lleva la calabaza. 
Se debe a Pigal la siguiente imagen emblemática de la felicidad de los pueblos: un ciudadano que goza de un perfecto reposo en medio de la abundancia, designada por los frutos, las flores, perlas y otras riquezas. Crece cerca de él, que está sentado sobre un fardo de mercancías, el verde olivo: tiene abierta su bolsa para indicar su seguridad y a sus pies se ven el lobo y el cordero que duermen juntos, símbolo de la edad de oro.

### Países felices
El índice global de felicidad es una publicación anual de las Naciones Unidas que mide la felicidad en 157 países, basándose en diversos factores, como el PIB per cápita.
De acuerdo con el índice de 2018, Finlandia es el país más feliz del mundo según sus residentes. 
Los diez países más felices según el ranking de la Encuesta Mundial de Gallup, y que coincide con los datos recogidos por el Sustainable Development Solutions Network (SDSN), una iniciativa impulsada por Naciones Unidas, que publica un exhaustivo estudio, titulado “World Happiness Report” son: Finlandia, Dinamarca, Suiza, Islandia, Noruega, Canadá,, Países Bajos, Suecia, Nueva Zelanda, Australia y Luxemburgo. Los cinco primeros se encuentran en este orden: Dinamarca ocupa la primera posición con una nota de 7,693 puntos, Noruega es el segundo país más feliz, Suiza ocupa la tercera posición, Holanda la cuarta y Suecia la quinta. 
Es difícil determinar definitivamente la felicidad de los países por las encuestas que miden las respuestas en relación con su felicidad, no es fácil describir el grado del que se disfruta. Todos los países de los cinco continentes tienen habitantes que gozan de una felicidad que resulta del amor, la amistad, la esperanza a corto, medio y largo plazo, la ilusión, la salud, el ambiente, el clima, la educación de la infancia, la espiritualidad, la moralidad, y una conciencia limpia y entrenada.